# Hypoponera ergatandria
Hypoponera ergatandria es una especie de hormiga del género Hypoponera, subfamilia Ponerinae. 

## Distribución
Esta especie se encuentra en México, Estados Unidos y Suiza.